# Silly Bandz
Silly Bandz är gummiband i olika färger och former, till exempel djur, bokstäver eller siffror, som kan bäras som armband. Detta blev en trendsak bland barn under 2000-talet. Silly Bandz har bland annat uppmärksammats för att kända personer som Sarah Jessica Parker, Agyness Deyn och matskribenten Anthony Bourdain burit det.
Tanken med Silly Bandz är att man ska samla på olika färger och byta med sina vänner. Silly Bandz marknadsfördes inledningsvis som en accessoar och inte en leksak, även om det sedan blev trendigt bland just barn. I USA har vissa skolor bannlyst dem eftersom de uppfattats som distraherande för eleverna, medan andra skolor har använt gummibanden som belöning för elever med bra betyg och gott uppförande.